# تجمع بدو ريدان العصيب (مأرب)

تعديل مصدري - تعديل

تجمع بدو ريدان العصيب هي إحدى قرى عزلة ال مشعل بمديرية مأرب التابعة لمحافظة مأرب، بلغ تعداد سكانها 30 نسمة حسب تعداد اليمن لعام 2004.